# Statsrådet (Storbritannien)
 For alternative betydninger, se Statsråd. (Se også artikler, som begynder med Statsråd)
Hans Majestæts mest ærværdige Statsråd (engelsk: His Majesty's Most Honourable Privy Council) er et statsorgan i Storbritannien, der formelt rådgiver den britiske monark. Dets medlemmer er stort set alle sammen højtstående politikere, som enten er eller har været medlemmer af enten det britiske parlaments under- eller overhus.
Statsrådet var tidligere en magtfuld institution i det politiske system i Storbritannien, men dets politiske beslutningskompetence ligger nu i et af dets underudvalg: Kabinettet, der består af omkring 22 ministre. Kabinettet er imidlertid ikke nødvendigvis synonymt med regeringen, der sagtens kan bestå af flere ministre. Statsrådet formelle leder har titlen "Lord President of the Council", der er den 4. højeste (fungerende 3.) af de såkaldte "Høje officerer" (en: Great Officers of State). Kabinettets formelle leder har titlen "Lord High Chancellor", der er den 2. højeste (fungerende 1.) af de såkaldte "Høje officerer"; en titel der nominelt er højere end titlen som premier minister. Denne titel holdes typisk af den fungerende justitsminister.

## Statsrådets Retsudvalg
Statsrådets Retsudvalg er en af de højeste domstole i Storbritannien. Det er ligeledes den højeste appelinstans for adskillige uafhængige Commonwealth-stater, de britiske oversøiske territorier og de britiske kronbesiddelser.